# Rio Bilate
O rio Bilate é um curso de água na região centro-sul da Etiópia. Nasce na encosta sudoeste do Monte Gurage perto das coordenadas geográficas 6°2'N 38°7'E, fluindo para sul ao longo do lado ocidental do Grande Vale do Rift, até encontrar a sua foz no lago Abaya nas coordenadas geográficas  6°37'54"N 37°59'6"E.
Este rio não é navegável e não tem afluentes de grandes caudais.